# Wings 3D
Wings 3D是一个开源的三维计算机图形软件，适合创建细分曲面模型。Wings 3D的名字来源于它用于存储坐标系和临近数据所使用的翼边数据结构，构思取于Izware的Nendo和Mirai。支持多种操作系统，包括Linux、Mac和Windows。基于Erlang环境。

## 简介
Wings 3D可以创建中低精度多边形模型和纹理，但不支持动画，虽然可以输出到POV-Ray和YafRay等外部渲染器，但它本身只有基本的OpenGL渲染功能。不过，Wings 3D经常和其他软件一起使用，比如把Wings 3D里建立的模型导出到专门用于动画和渲染的软件如Blender。

## 界面
Wings 3D使用上下文相关的菜单，而不是更为图形化、有图标的界面。在Wings 3D里建模有四种选择模式：顶点、边、面和体，一般使用鼠标和键盘选择和修改这些元素来更改模型。这四种模式各有其自身的模型工具，每种工具都有基本和高级用法，因此允许用户指定矢量或点以使工具对模型产生不同的修改。Wings 3D可以添加纹理和材质，并有自动UV映射功能。

## 特性
- 多种选择和建模工具
- 建模工具支持吸附功能和矢量操作
- 可定制的快捷键和界面
- 微调模式可以对模型进行快速的调整
- 赋予和编辑光照、材质、纹理和顶点颜色
- 自动UV映射
- 多边（Ngon，五边以上）图形支持
- 有一个用于加载和卸载插件的插件管理器
- 导入导出许多流行的格式

## 支持的格式
支持自身所用.wings之外的多种通用3D格式。
导入
- Nendo（.ndo）
- 3D Studio（.3ds）
- Adobe Illustrator（.ai）
- Autodesk FBX（.fbx）
- Lightwave/Modo（.lwo/.lxo）
- Wavefront（.obj）
- PostScript (Inkscape)（.ps）
- Encapsulated PostScript（.eps）
- Stereolithography（.stl）

导出
- Nendo（.ndo）
- 3D Studio（.3ds）
- Adobe Illustrator（.ai）
- BZFlag（.bzw）
- Kerkythea（.xml）
- Autodesk FBX（.fbx）
- Lightwave/Modo（.lwo/.lxo）
- Wavefront（.obj）
- POV-Ray（.pov）
- Cartoon Edges（.eps）
- Stereolithography（.stl）
- Renderware（.rwx）
- VRML 2.0（.wrl）
- DirectX（.x）
- Collada（.dae）